# بیلی میلیگان
بیلی میلیگان (انگلیسی: Billy Milligan؛ ۱۴ فوریهٔ ۱۹۵۵ – ۱۲ دسامبر ۲۰۱۴) یک شهروند آمریکایی بود که ماجرای محاکمه‌اش در دادگاهی در اوهایو بسیار مورد توجه عموم قرار گرفت.
بیلی میلیگان در سال ۱۹۷۵ میلادی به سبب چندین فقره دستبرد مسلحانه و ۳ مورد تجاوز جنسی در کمپ دانشگاه ایالتی اوهایو دستگیر شد. در جریان آماده‌سازی برای دفاعیات، یک روان‌شناس متوجه شد که او از اختلال چند شخصیتی رنج می‌برد. وکلای او ضمن اعلان جنون برای او، مدعی شدند که او مجرم نیست و در حین ارتکاب جرم، دو تا از شخصیت‌های دیگر او، بدون آنکه شخصیت واقعی‌اش از آنها اطلاع داشته باشد، مرتکب جرم شده‌اند. او نخستین فرد مبتلا به اختلال چند شخصیتی بود که چنین دفاعیه‌ای را در دادگاه مطرح کرد و نخستین کسی بود که به سبب چند شخصیتی‌بودن، علی‌رغم ارتکاب چنان جرم‌های بزرگی تبرئه شد و چند دهه را به‌جای زندان، در بیمارستان روانپزشکی گذراند.
او در سال ۲۰۱۴ در سن ۵۹ سالگی به دلیل ابتلا به سرطان در یک آسایشگاه در کلمبوس، اوهایو درگذشت.